# Kommer en Karma
Kommer en Karma is de eerste roman van de Duitse schrijver David Safier, scenarioschrijver van de televisieserie "Berlin, Berlin". De roman is in 2007 in Duitsland verschenen onder de titel "Mieses Karma". In oktober 2010 is de roman in Nederland verschenen bij Celadon uitgevers, in een vertaling van Irene Ypenburg.